# Alfred Duncan
Joseph Alfred Duncan (Accra, 10 maart 1993) is een Ghanees voetballer die doorgaans speelt als defensieve middenvelder. Hij verruilde US Sassuolo in juli 2020 voor ACF Fiorentina. Duncan debuteerde in 2012 in het Ghanees voetbalelftal.

## Clubcarrière
Duncan arriveerde in de zomer van 2010 bij Inter. Toen hij in maart 2011 achttien werd, werd hij speelgerechtigd. Op 26 augustus 2012 maakte Duncan zijn debuut voor Inter, tegen Pescara. In de 86e minuut viel hij in voor Walter Gargano. In 2013 werd hij uitgeleend aan AS Livorno en in 2014 aan UC Sampdoria. In 2015 tekende Duncan een definitief contract bij Sampdoria, maar hij werd direct uitgeleend aan US Sassuolo. Na de verhuurperiode maakte Duncan de definitieve overstap naar Sassuolo. In 2020 wekte hij de interesse van ACF Fiorentina. In januari verhuurde Sassuolo Duncan aan Fiorentina, met de verplichting tot koop in juli. In juli 2020 vertrok Duncan daarom definitief naar Fiorentina.

## Interlandcarrière
Duncan maakte op 14 november 2012 onder bondscoach James Kwesi Appiah zijn debuut in het Ghanees voetbalelftal, tegen Kaapverdië.
1 Terracciano ·
2 Dodô ·
3 Biraghi  ·
4 Bove ·
5 Pongračić ·
6 Ranieri ·
7 Sottil ·
8 Mandragora ·
9 Beltrán ·
10 Guðmundsson ·
11 Ikoné ·
15 Comuzzo ·
17 Zaniolo ·
20 Kean ·
21 Gosens ·
22 Moreno ·
23 Colpani ·
24 Richardson ·
28 Martínez Quarta ·
29 Adli ·
30 Martinelli ·
32 Cataldi ·
33 Kayode ·
43 De Gea ·
53 Christensen ·
65 Parisi ·
99 Kouamé ·
Coach: Palladino
· Assistent-coach: Peluso